# Apamea assimilis
Apamea assimilis là một loài bướm đêm trong họ Noctuidae.